# Kirche Crandorf

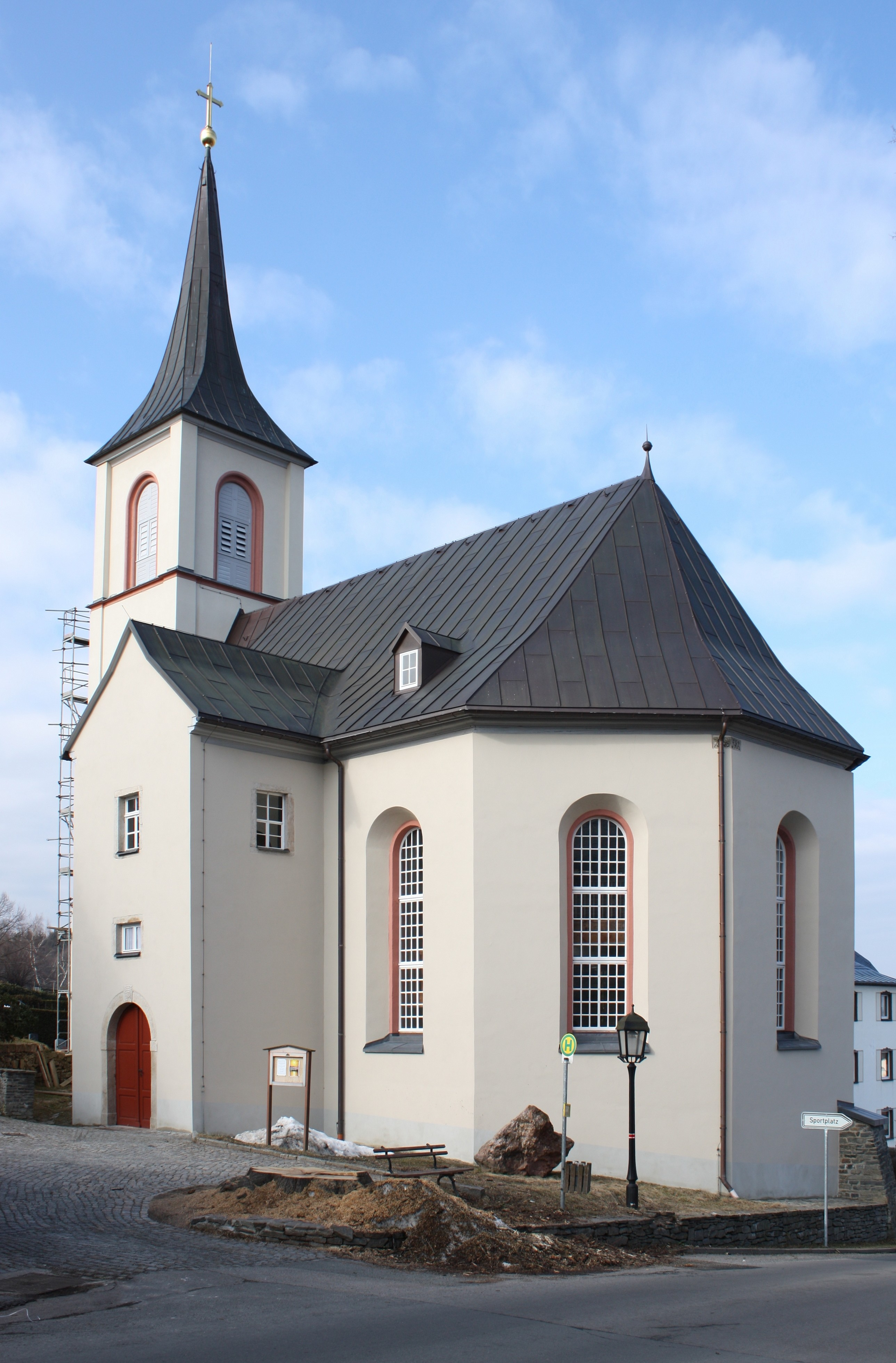
Kirche Crandorf

Die evangelisch-lutherische Kirche Crandorf ist eine barocke Saalkirche im Ortsteil Crandorf der Großen Kreisstadt Schwarzenberg/Erzgeb. im sächsischen Erzgebirgskreis.

## Geschichte

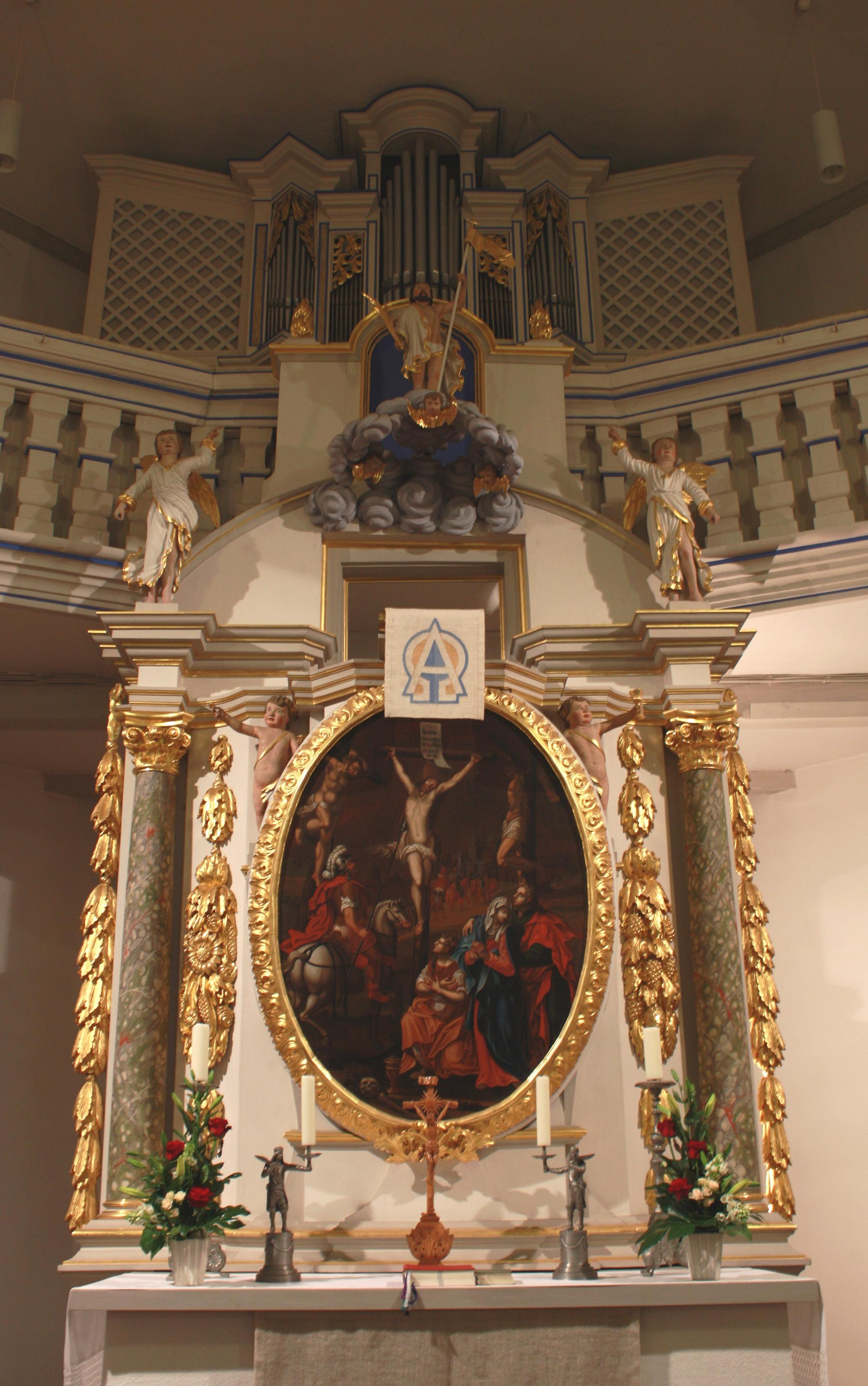
Kanzelaltar und Jahn-Orgel

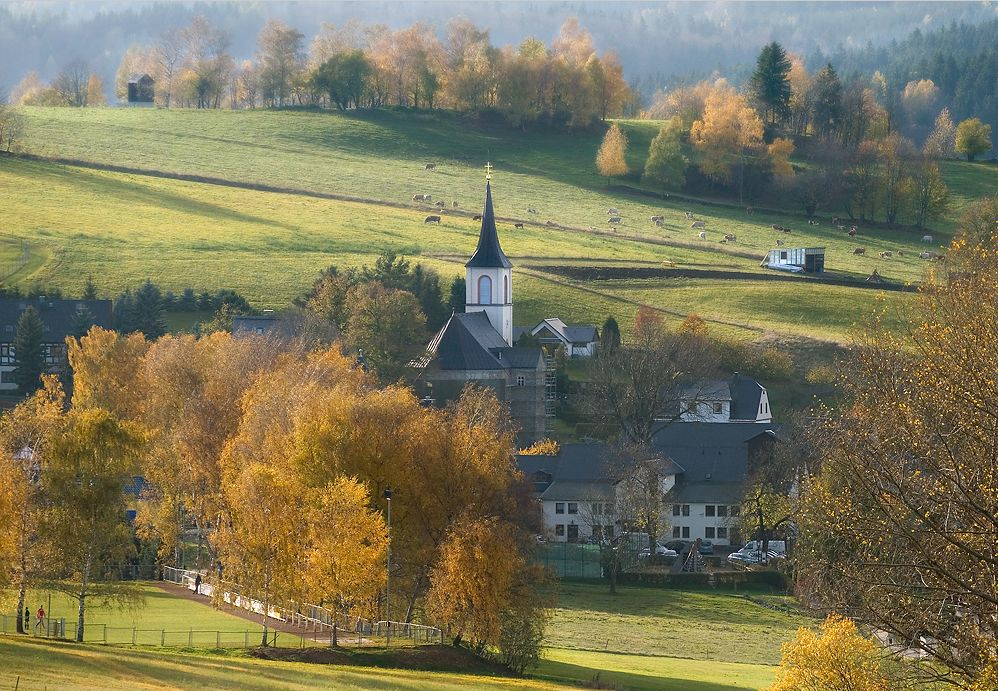
Kirche Crandorf

Crandorf war in katholischer Zeit zur Schwarzenberger St.-Georgen-Kirche gepfarrt und gehörte nach der Reformation zum neu gegründeten Kirchspiel Grünstädtel. 1712 wurde Crandorf eigenständiger Kirchort, nachdem der im vorangegangenen Jahr begonnene und von Johann Georg Pauli aus Schwarzenberg geleitete Kirchenbau vollendet worden war. Heute gehört die evangelisch-lutherische Kirchgemeinde Erla-Crandorf zum Kirchgemeindebund Schwarzenberg im Kirchenbezirk Aue der Evangelisch-Lutherischen Landeskirche Sachsens.

## Architektur
Das verputzte Feldsteingebäude tendiert zum Zentralbau und ist im Osten und Westen dreiseitig geschlossen. Auf dem Schlussstein des Korbbogenportals zum südlichen der querhausartigen Anbauten befinden sich das Crandorfer Wappen und die Jahreszahl 1712. Auf dem 1864 errichteten Westturm mit quadratischem Grundriss befindet sich ein schlanker, spitzer Helm. Während der Sanierungsarbeiten von 2004 bis 2006 wurde das marode Schieferdach durch ein Kupferfalzblechdach ersetzt.

## Innenraum
Der lichtdurchflutete, gestreckte Achtecksaal hat eine flache Putzdecke und umlaufende Emporen. An beiden Seiten des Chores befinden sich verglaste Betstuben mit Senkfenstern. Der barocke Kanzelaltar stammt aus der Bauzeit der Kirche. Auf beiden Seiten des Altargemäldes mit der Darstellung der Kreuzigung in einem ovalen Lorbeerrahmen befindet sich eine Putte mit Hostie und Kelch. Der von einer Schnitzfigur des Auferstandenen bekrönte Schalldeckel mit seitlichen Engelsfiguren ist als Wolke gebildet. Darüber befindet sich die Orgel der Firma Julius Jahn & Sohn von 1912.